# جانسون ان. کمدن جونیور
جانسون ان. کمدن جونیور (به انگلیسی: Johnson Newlon Camden, Jr.) سناتور سابق عضو حزب دموکرات ایالات متحده آمریکا بود. وی در سال ۱۹۱۴ تا ۱۹۱۵ میلادی سناتور ایالت کنتاکی در سنای ایالات متحده آمریکا بود.